# Col des Égaux
Le col des Égaux est un col du massif de la Chartreuse à 958 m d'altitude et situé dans le Sud du département français de la Savoie, en Auvergne-Rhône-Alpes.

## Géographie
Le col des Égaux est situé à proximité du hameau des Égaux, sur le territoire de la commune de Corbel. La rivière Hyères prend sa source au col.
La Cochette, au nord-est, est visible depuis le col.